# Martha Grimes
Martha Grimes (Pittsburgh, Pensilvania 2 de mayo de 1931) es una escritora estadounidense de ficción detectivesca. Es conocida por su serie sobre Richard Jury, un inspector de Scotland Yard.

## Biografía
Grimes nació en Pittsburgh, Pensilvania, hija de William Dermit Grimes, abogado de ciudad la ciudad de Pittsburgh, y June Dunnington, dueña del Mountain Lake Hotel en Maryland Occidental donde Martha y su hermano pasaron gran parte de su niñez. Grimes recibió los títulos de Licenciada en Bellas Artes y completó una Maestría en educación en la Universidad de Maryland. Ha enseñado en la Universidad de Iowa, la Universidad Estatal de Frostburg, y la Universidad de Montgomery.
Grimes es principalmente conocida por su serie de novelas del inspector de Scotland Yard, Richard Jury y su amigo Melrose Plant, un aristócrata británico que ha renunciado a sus títulos. Cada uno de los misterios de Jury toma su nombre de un pub. A su vuelta de páginas, Sus cuentos atrapantes entran en la subdivisión de misterio "amigable," en la que el énfasis está basado en historias de personajes y menos en la violencia. Los críticos[¿quién?] sugieren que Grimes con frecuencia permite que sus tal llamados personajes ingleses utilicen americanismos en sus discursos, lo que más bien estropea el efecto. En 1983, Grimes recibió el premio Nero Wolfe al mejor misterio del año por El collar de esmeraldas.
La historia de Hotel Paradise se inspira en las experiencias que ella vivió cuando pasaba los veranos en el hotel de su madre en Mountain Lake Park, Maryland. Uno de los personajes, Mr. Britten, fue inspirado en Britten Leo Martin, padre, quien en ese entonces administraba la tienda Martin's Store que él tenía con su padre y su hermano. Es posible llegar a Martin's Store por un corto sendero desde Mountain Lake Hotel, el sitio del antiguo hotel, que fue demolido en 1967.
Grimes vive en Bethesda.

## Obras
Serie de Richard Jury (con Melrose Planta)
1. The Man With a Load of Mischief (Boston: Little, Brown, 1981)
2. The Old Fox Deceiv'd (Boston: Little, Brown, 1982)
3. The Anodyne Necklace (Boston: Little, Brown, 1983)
4. The Dirty Duck (Boston: Little, Brown, 1984)
5. Jerusalem Inn (Boston: Little, Brown, 1984)
6. Help the Poor Struggler (Boston: Little, Brown, 1985)
7. The Deer Leap (Boston: Little, Brown, 1985)
8. I Am the Only Running Footman (Boston: Little, Brown, 1986)
9. The Five Bells and Bladebone (Boston: Little, Brown, 1987)
10. The Old Silent (Boston: Little, Brown, 1989)
11. The Old Contemptibles (Boston: Little, Brown, 1991)
12. The Horse You Came In On (New York: Alfred A. Knopf, 1993)
13. Rainbow's End (New York: Alfred A. Knopf, 1995)
14. The Case Has Altered (New York: Alfred A. Knopf, 1997)
15. The Stargazey (New York: Holt, 1998)
16. The Lamorna Wink (New York: Viking, 1999)
17. The Blue Last (New York: Viking, 2001)
18. The Grave Maurice (New York: Viking Penguin, 2002)
19. The Winds of Change (New York: Viking Penguin, 2004)
20. The Old Wine Shades (New York: Viking Penguin, 2006)
21. Dust (New York: Viking Penguin, 2007)
22. The Black Cat (New York: Viking Penguin, 2010)
23. Vertigo 42 (New York: Scribner, 2014)

The Man With a Load of Mischief, Help the Poor Struggler and The Deer Leap were filmed on behalf of the German and Austrian broadcasters ZDF and ORF under the title Der Tote im Pub (The Dead Man in the Pub) (2013), Mord im Nebel (Murder in the Fog) (2015) and Inspektor Jury spielt Katz und Maus (Inspector Jury plays Cat-and-Mouse) (2017). Fritz Karl as Jury, Götz Schubert as Plant and Katharina Thalbach as "Lady" Agatha Ardry.
Serie de Andi Olivier
1. Biting the Moon (New York: Holt, 1999)
2. Dakota (New York: Viking Adult, 2008)

Con Maud Chadwick (también un personaje en la Serie de Emma Graham)
1. The End of the Pier (Ballantine Books, 1993)

Serie de Emma Graham
1. Hotel Paradise (Knopf, 1996)
2. Cold Flat Junction (2000)
3. Belle Ruin (2005)
4. Fadeaway Girl (2011)

Novelas, cuentos cortos y poesía
1. Send Bygraves (Putnam, 1990)
2. The Train Now Departing (New York: Viking, 2001)
3. Foul Matter (New York: Viking Penguin, 2003)
4. The Way of All Fish (Simon and Schuster, 2014)